# James Donn
James Donn, född 1758 i Monivaird, Perthshire, död den 14 juni 1813 i Cambridge, var en engelsk botaniker. Han var morfar till William Sterndale Bennett. Auktorsnamnet Donn kan användas för James Donn i samband med ett vetenskapligt namn inom botaniken; se Wikipediaartiklar som länkar till auktorsnamnet.
Donn arbetade till att börja med under William Aiton i kungliga botaniska trädgården i Kew. Från 1790 till sin död var han konservator vid botaniska trädgården vid universitetet i Cambridge. År 1796 utgav han första gången en förteckning över denna trädgårds växter, vilken under de följande årtiondena ständigt uppdaterades: Hortus cantabrigiensis, or, A catalogue of plants, indigenous and foreign, cultivated in the Walkerian Botanic Garden.